# Вице-президент Венесуэлы
Вице-президе́нт Венесуэлы, официально Исполни́тельный вице-президе́нт Боливариа́нской Респу́блики Венесуэ́ла (исп. Vicepresidente Ejecutivo de la República Bolivariana de Venezuela) — вторая по величине государственная должность Венесэулы. В соответствии действующей Конституцией назначается исключительно главой государства и находится в его непосредственном подчинении. Впервые была учреждена в 1830 году и упразднена с принятием новой конституции в 1858 году. Восстановлена в 1999 году социалистическим правительством Уго Чавеса.
Действующим вице-президентом Венесуэлы является социалистка Делси Родригес (с 14 июня 2018 года), назначенная на эту должность президентом Николасом Мадуро.

## Полномочия
Исполнительный вице-президент назначается на должность и освобождается от нее главой государства — Президентом. Также вице-президент может быть отстранён решением Национальной Ассамблеи в случае, если решение об отстранении поддержат более чем две трети депутатов. В случае, если Национальная Ассамблея освобождает от должности вице-президента три в раза подряд в течение шести лет президентского срока, то президент имеет право распустить парламент.
Вице-президент является первым из возможных преемников на посту Президента, в случае если глава государства не может выполнять свои должностные обязанности. В этом случае вице-президент становится Исполняющим обязанности главы государства в соответствии со статьями 233 и 234 действующей Конституции Венесуэлы.

## Пятая республика (с 1999 года)
|                                      |                                                               | Исайяс Родригес (1942–2025)      | 2000 | 2000 | Назначен президентом  |  | Уго Чавес (1999–2002)  |
| Движение за Пятую республику         |                                                               | Исайяс Родригес (1942–2025)      |      |      | Назначен президентом  |  | Уго Чавес (1999–2002)  |
|                                      |                                                               | Адина Бастидас (1943–)           | 2000 | 2002 | Назначен президентом  |  | Уго Чавес (1999–2002)  |
| Беспартийный                         |                                                               | Адина Бастидас (1943–)           |      |      | Назначен президентом  |  | Уго Чавес (1999–2002)  |
|                                      |                                                               | Диосдадо Кабельо (1963–)         | 2002 | 2002 | Назначен президентом  |  | Уго Чавес (1999–2002)  |
| Движение за Пятую республику         |                                                               | Диосдадо Кабельо (1963–)         |      |      | Назначен президентом  |  | Уго Чавес (1999–2002)  |
| Вакантно при Педро Кармона (2002)    |                                                               |                                  |      |      |                       |  |                        |
| Вакантно при Диосдадо Кабельо (2002) |                                                               |                                  |      |      |                       |  |                        |
|                                      |                                                               | Хосе Висенте Ранхель (1929–2020) | 2002 | 2007 | Назначен президентом  |  | Уго Чавес (2002–2013)  |
| Движение за Пятую республику         |                                                               | Хосе Висенте Ранхель (1929–2020) |      |      | Назначен президентом  |  | Уго Чавес (2002–2013)  |
|                                      |                                                               | Хорхе Родригес Гомес (1965–)     | 2007 | 2008 | Назначен президентом  |  | Уго Чавес (2002–2013)  |
| Движение за Пятую республику         |                                                               | Хорхе Родригес Гомес (1965–)     |      |      | Назначен президентом  |  | Уго Чавес (2002–2013)  |
|                                      |                                                               | Рамон Карисалес (1952–)          | 2008 | 2010 | Назначен президентом  |  | Уго Чавес (2002–2013)  |
|                                      | Движение за Пятую республику и Единая социалистическая партия | Рамон Карисалес (1952–)          |      |      | Назначен президентом  |  | Уго Чавес (2002–2013)  |
|                                      |                                                               | Элиас Хауа (1969–)               | 2010 | 2012 | Назначен президентом  |  | Уго Чавес (2002–2013)  |
| Единая социалистическая партия       |                                                               | Элиас Хауа (1969–)               |      |      | Назначен президентом  |  | Уго Чавес (2002–2013)  |
|                                      |                                                               | Николас Мадуро (1962–)           | 2012 | 2013 | Назначен президентом  |  | Уго Чавес (2002–2013)  |
| Единая социалистическая партия       |                                                               | Николас Мадуро (1962–)           |      |      | Назначен президентом  |  | Уго Чавес (2002–2013)  |
|                                      |                                                               | Хорхе Арреаса (1973–)            | 2013 | 2016 | Назначен президентом  |  | Николас Мадуро (2013–) |
| Единая социалистическая партия       |                                                               | Хорхе Арреаса (1973–)            |      |      | Назначен президентом  |  | Николас Мадуро (2013–) |
|                                      |                                                               | Аристобуло Истурис (1946–2021)   | 2016 | 2017 | Назначен президентом  |  | Николас Мадуро (2013–) |
| Единая социалистическая партия       |                                                               | Аристобуло Истурис (1946–2021)   |      |      | Назначен президентом  |  | Николас Мадуро (2013–) |
|                                      |                                                               | Тарек Эль-Айссами (1974–)        | 2017 | 2018 | Назначен президентом  |  | Николас Мадуро (2013–) |
| Единая социалистическая партия       |                                                               | Тарек Эль-Айссами (1974–)        |      |      | Назначен президентом  |  | Николас Мадуро (2013–) |
|                                      |                                                               | Делси Родригес (1969–)           | 2018 | -    | Назначена президентом |  | Николас Мадуро (2013–) |
| Единая социалистическая партия       |                                                               | Делси Родригес (1969–)           |      |      | Назначена президентом |  | Николас Мадуро (2013–) |